# ケピ帽
ケピ帽（ケピぼう、仏: Képi、独: Käppi）は、帽子の呼称の一つ。円筒形の胴に天井が水平に張られ、庇が水平につくという外観が特徴で、おもにフランスの陸軍や警察で制帽として使用されてきた。

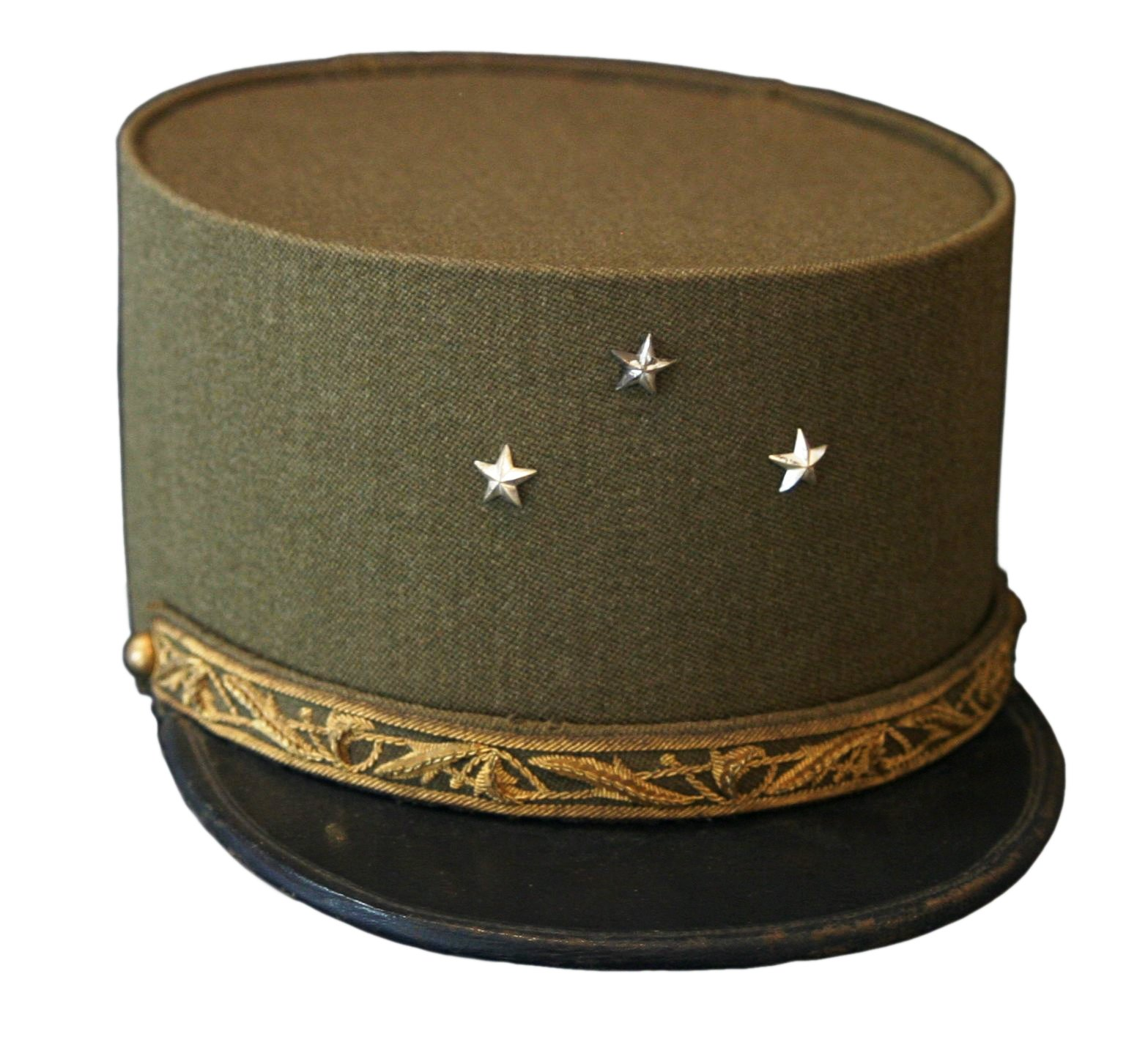
特徴的なフランス陸軍のケピ帽（陸軍師団将軍の常装用）

## 概要

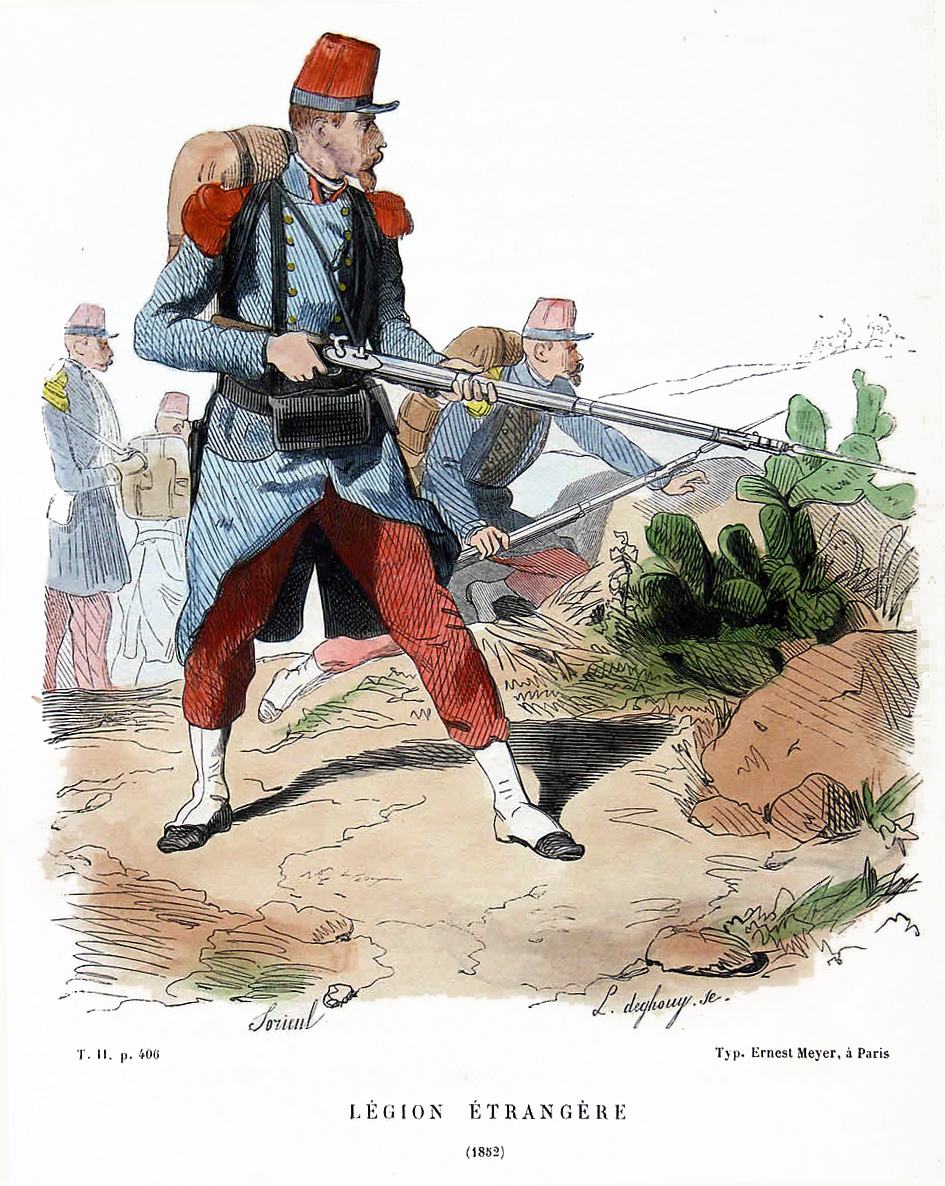
1852年当時のアフリカ駐留フランス外人部隊兵（Casquette d'Afrique）

発祥は1830年代、仏領アルジェリアに遡る。当時のフランス軍は重厚な革製のシャコー帽を使用していたが、現地の気候に適応すべく、シャコー帽を簡略化させた「Casquette d'Afrique」（en）という籐で編んだより軽く機能的な帽子を考案した。
その後、フランス陸軍が近代陸軍の模範とされてきた影響で、19世紀から20世紀初頭までは世界各国の軍隊の制帽として広く取り入れられていた。しかし、第一次世界大戦前後から各国でドイツが発祥の官帽や独自のデザインの軍帽が次第に採用されるようになり、軍隊等の制帽としてはフランスや、旧植民地以外の国ではあまり見かけなくなった。だが、その簡潔にして洗練されたデザインのため、現在でもさまざまな業種や団体で制帽として採用されている。
日本ではシャルル・ド・ゴールの印象が強烈であったせいか、ながらくドゴール帽という通称で呼ばれていた。しかし、形状が似るワークキャップ（パトロールキャップ、フィールドキャップとも呼ばれる）をケピ帽やドゴール帽と表すのは、本来は誤りである。

## 歴史・使用例（軍隊・警察等）

### フランス
発祥の地であるフランスでは、陸軍および警察、国家憲兵隊が導入。当初は頭頂部を前方にクラッシュさせた形状であったが、のちに円錐形へと変更された。

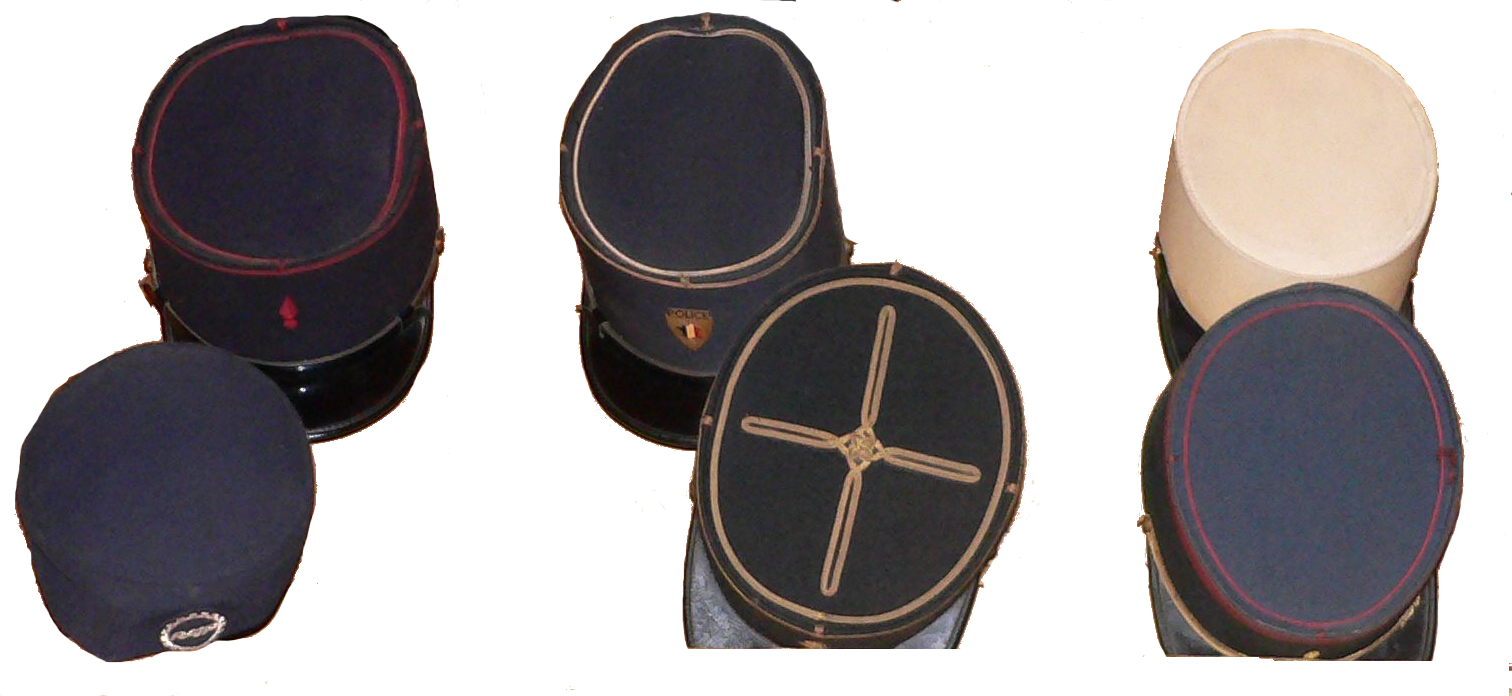
上から見たフランスの各種ケピ帽（陸軍、警察、外人部隊、国家憲兵隊）
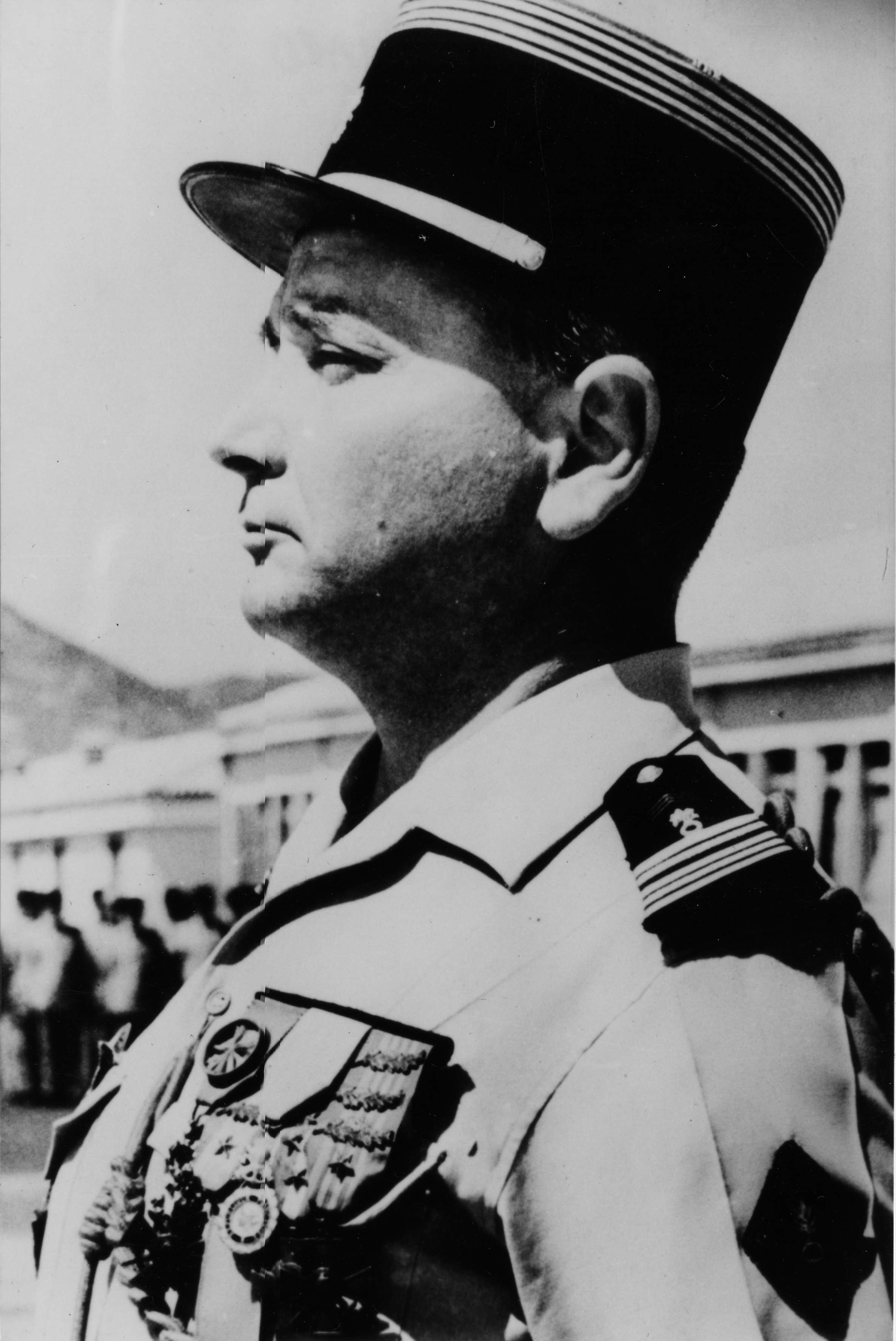
真横から見るフランス外人部隊士官（大佐）
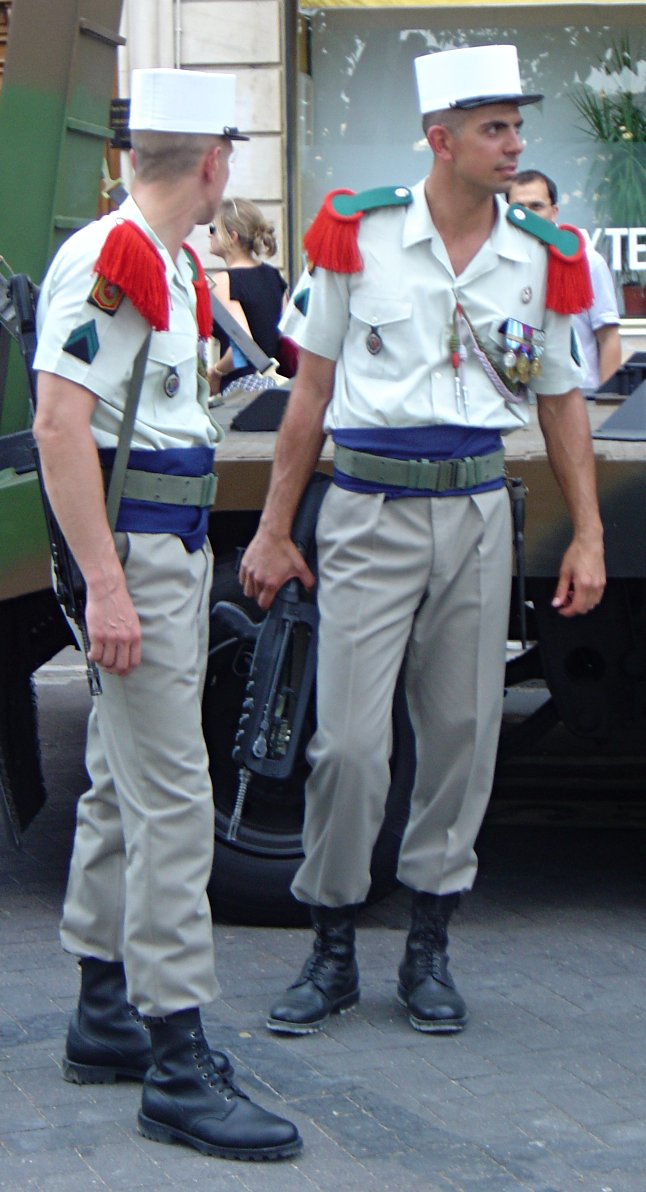
フランス外人部隊兵士による着用例
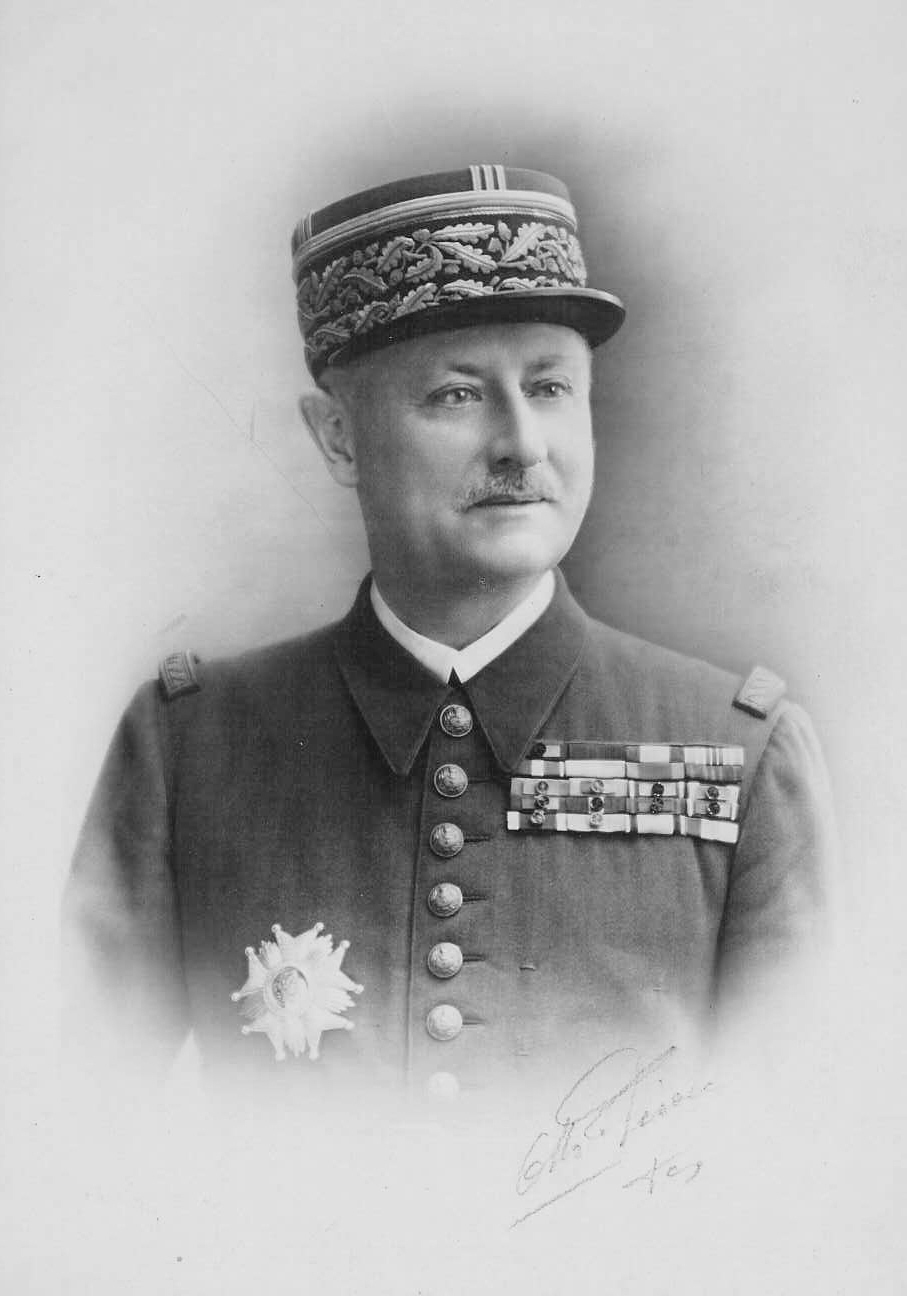
1936年に撮影されたフランス陸軍のポール・アザン将軍。将官の礼装用ケピには柏葉の飾りが施される
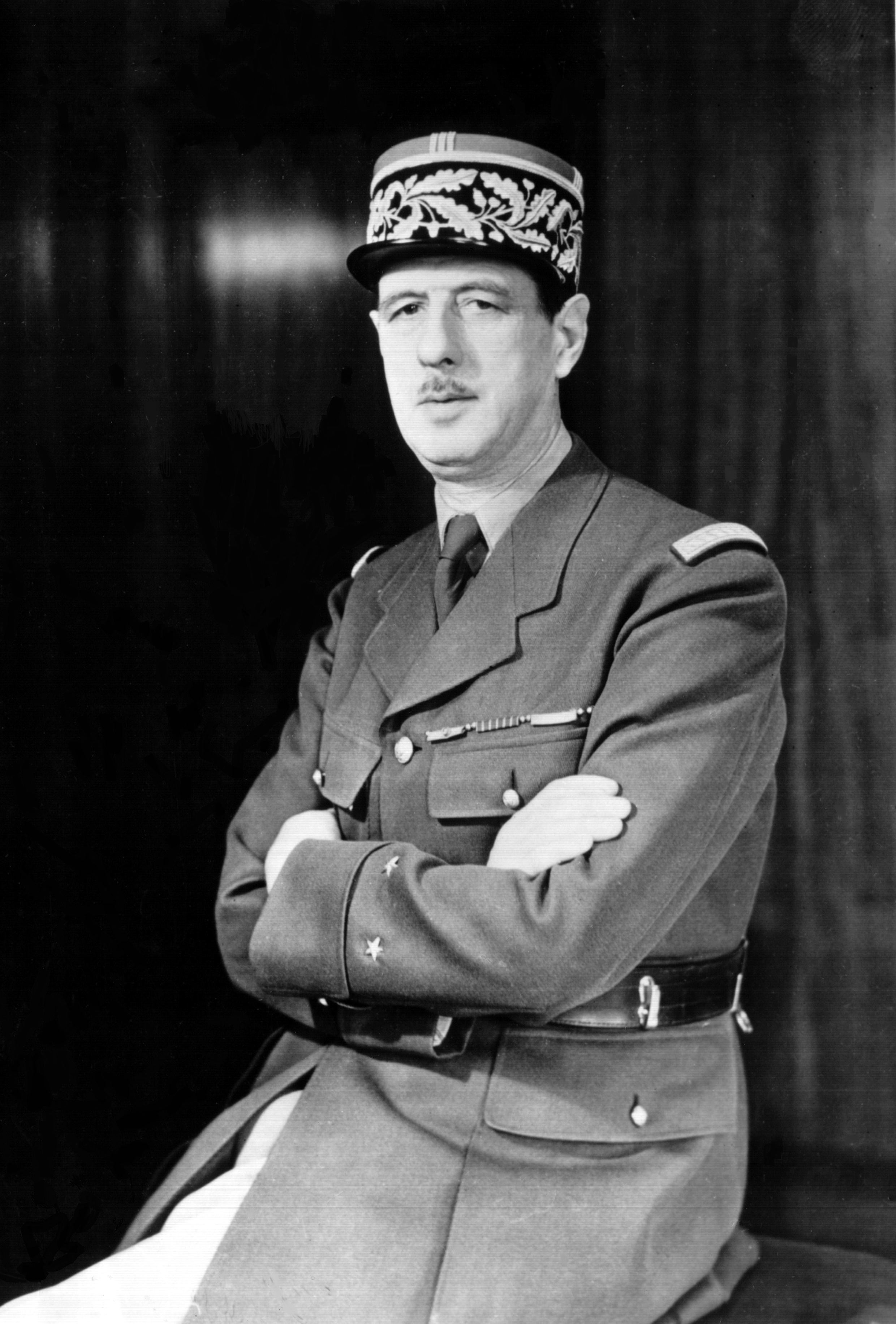
シャルル・ド・ゴール、1942年
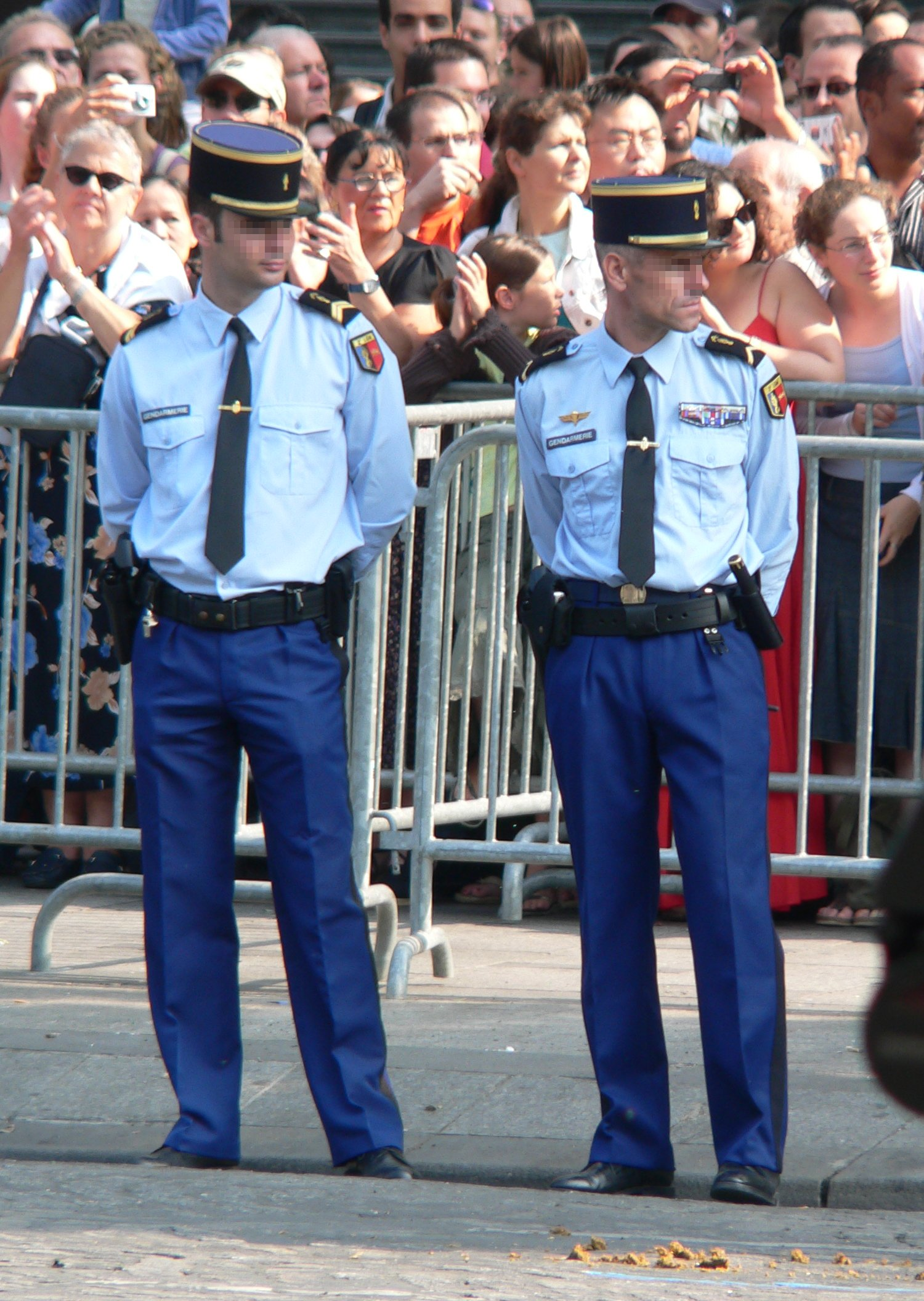
国家憲兵隊

### ドイツ
ドイツでは、国家社会主義ドイツ労働者党が制服として採用した。のちに党本部の制服は官帽に取って代わられたが、以降も突撃隊をはじめ多くの下部機関に受け継がれていった。
- 親衛隊 - 1925年～1932年7月7日
- 突撃隊 - 1924年～
- 国家社会主義自動車軍団
- 国家社会主義航空軍団

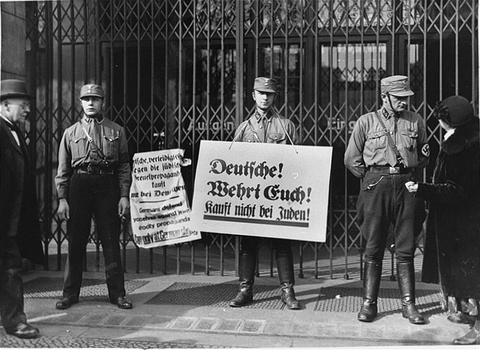
ユダヤ人商店街のボイコット運動を行う突撃隊員（1933年4月1日）。
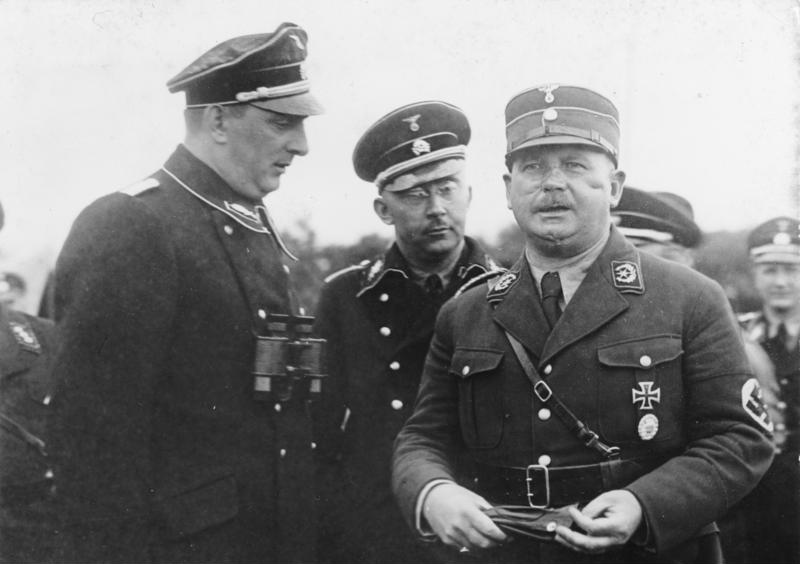
エルンスト・レーム（1933年8月）

### オーストリア・ハンガリー
ハプスブルク朝時代後期の19世紀に、フランスの影響を受けて陸海軍人や警察官の制帽として採用された（軍服 (オーストリア)も参照）。第一次世界大戦の敗戦による帝国の解体後、共和国として再出発したオーストリアでは、軍服も旧帝国時代の影響を排除して大幅に改変が加えられ、官帽に置き換えられた。
ハンガリーでは、陸軍の礼装などに旧帝国時代の影響が強く残り、旧帝国時代の制帽に近い形態の帽子が正帽として採用されている（軍服 (中・東欧)#ハンガリーも参照）。

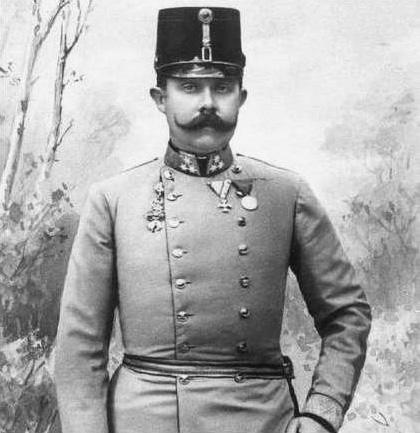
フランツ・フェルディナント大公
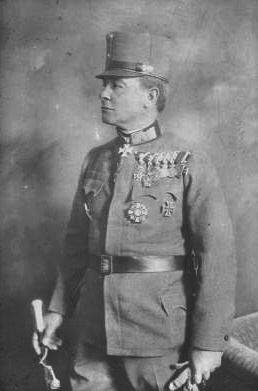
ヘルマン・ケーヴェス陸軍元帥
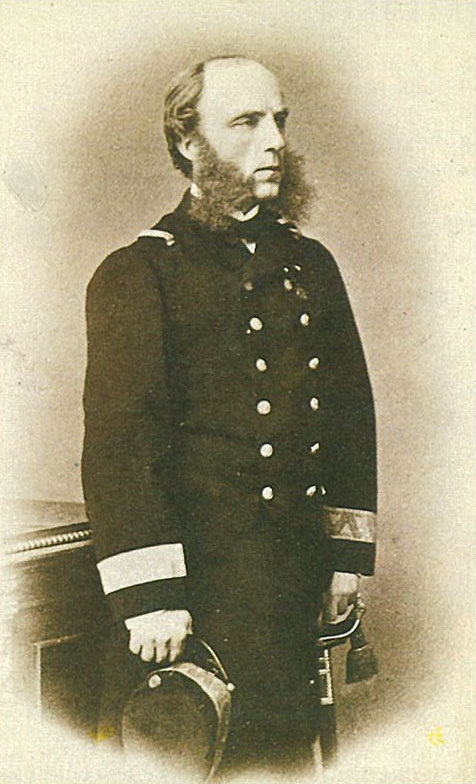
ヴィルヘルム・フォン・テゲトフ海軍少将
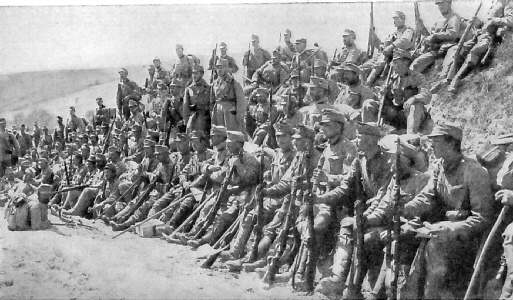
第一次世界大戦時のオーストリア陸軍兵士
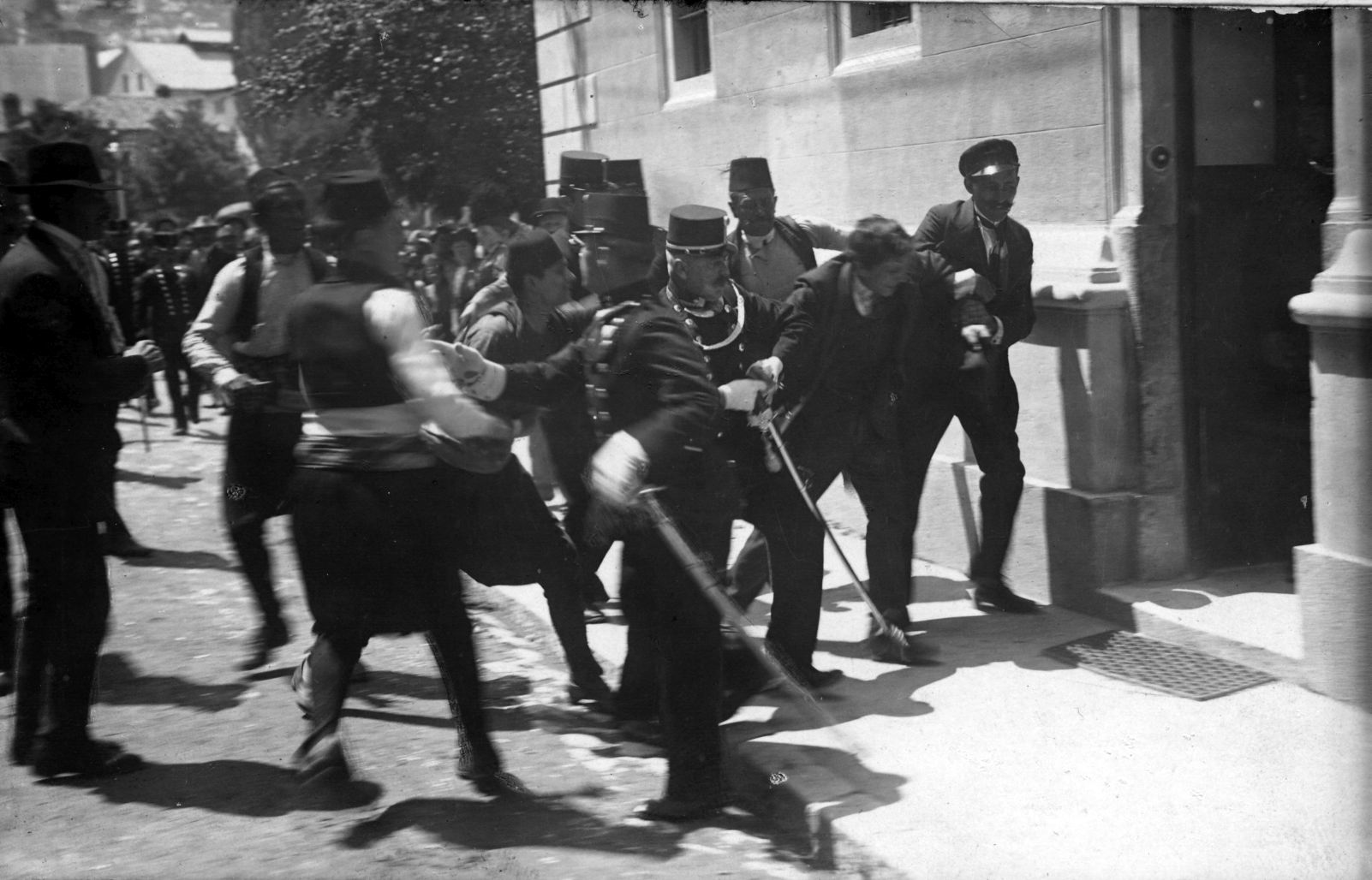
サラエボ事件の実行犯を逮捕する警察官

### 日本
幕末期にフランス式軍制を導入した幕府陸軍や各藩が使用していた。明治期の帝国陸軍海軍にも引き継がれ、海軍では明治初期の数年間、陸軍は将校正衣の正帽としては昭和の軍解体の最期まで引き続き制定されていた。
また、警察では明治初期に採用されたが、のちに官帽に取って代わられた。昭和期に婦人警官用として復活していたが、現在では廃止されている。
戦後の自衛隊の制服では、陸上自衛隊が用いるオリーブドラブや迷彩色の作業衣と共に着用する作業帽として、米軍で「リッジウェイキャップ」と呼ばれていたパトロールキャップ型の帽子が現存しており、これがケピ帽型として分類される場合もある。

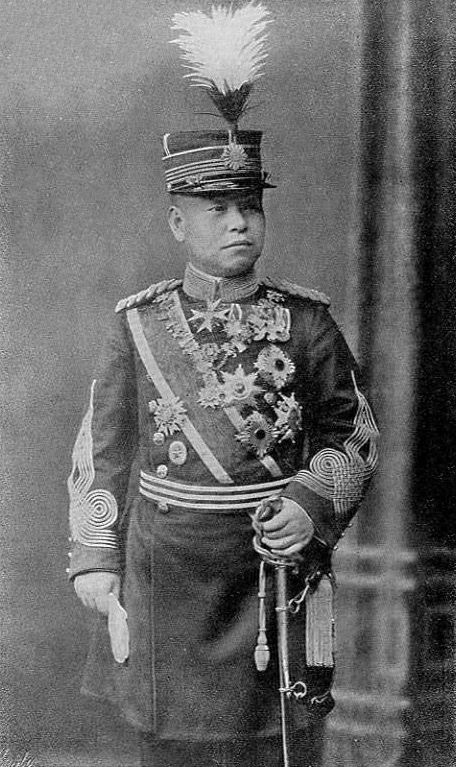
旧日本陸軍正衣の正帽。明治中期から軍解体まで。中佐時代の久邇宮邦彦王。
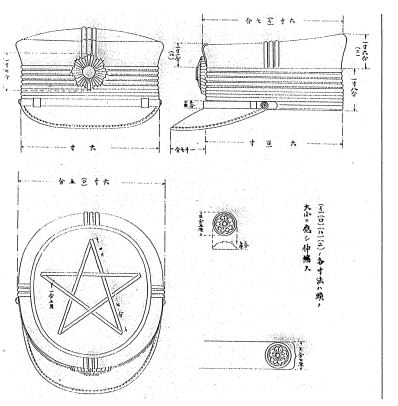
明治33年当時の日本陸軍将校の第一種帽
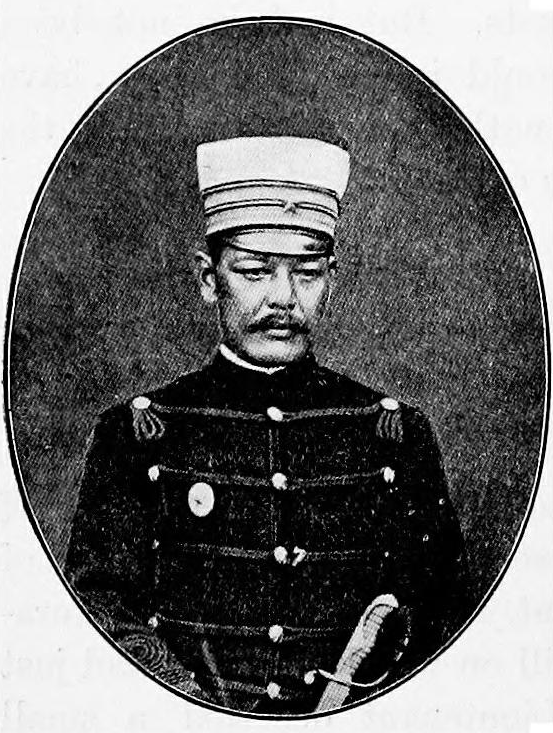
明治19年制式の第二種帽を被る騎兵少佐。秋山好古
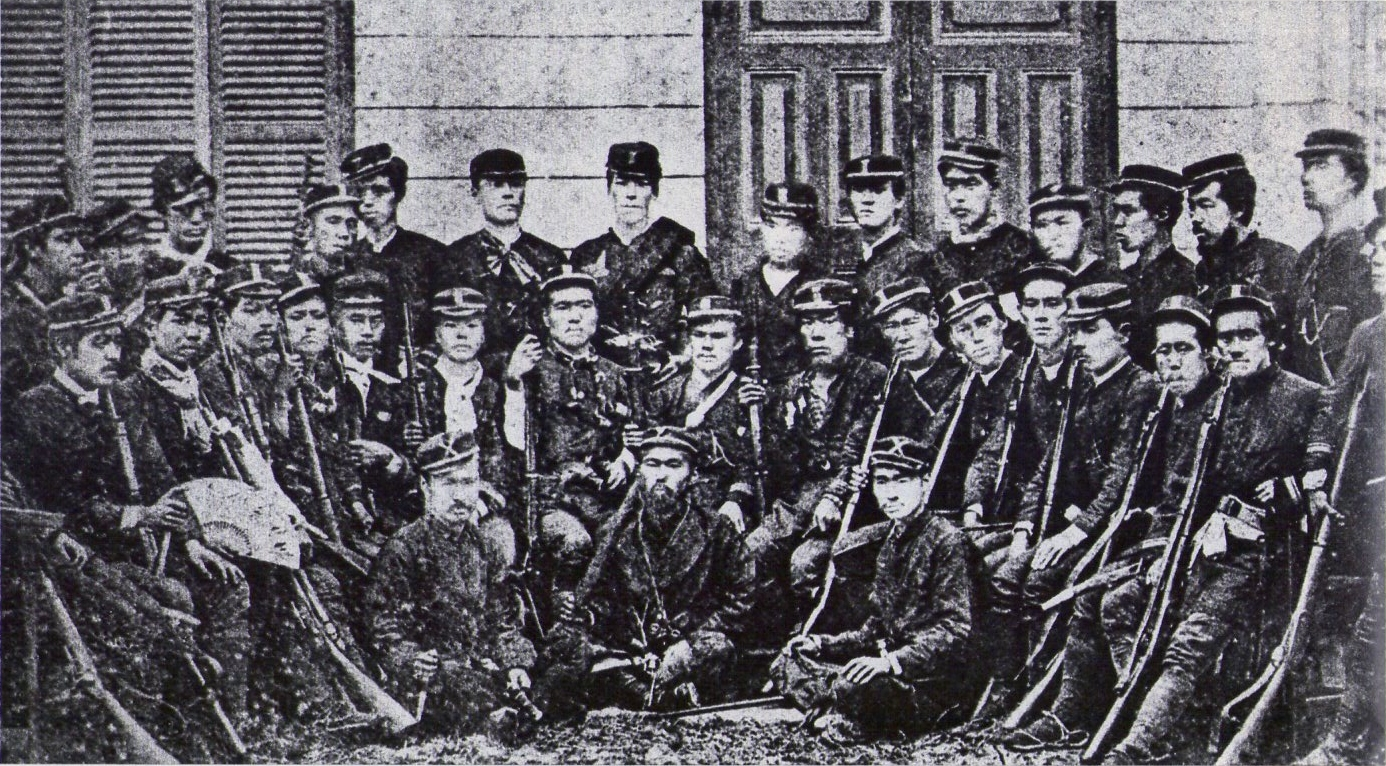
西南戦争における警視隊

### 中国
中国では清朝末期、新軍の制帽として採用されたことに始まる（間もなく官帽に変更）。辛亥革命後の1912年、北洋陸軍が礼装の正帽として採用。国民政府軍でも、1936年1月20日公布の陸軍服制条例にて礼装を導入した折に正帽として採用されたが、1946年に廃止。以降、現段階では採用していない。

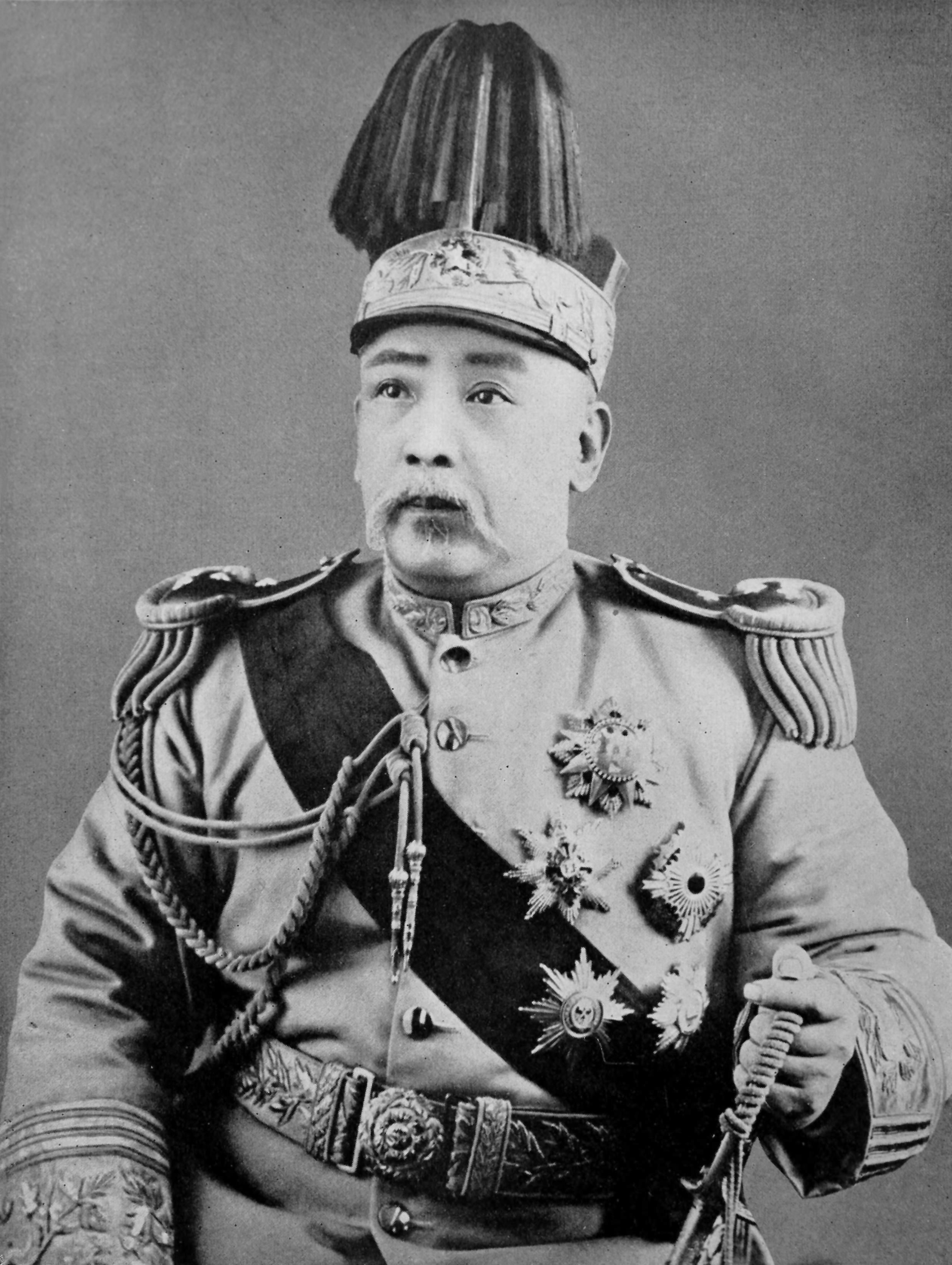
中華帝国皇帝（袁世凱）
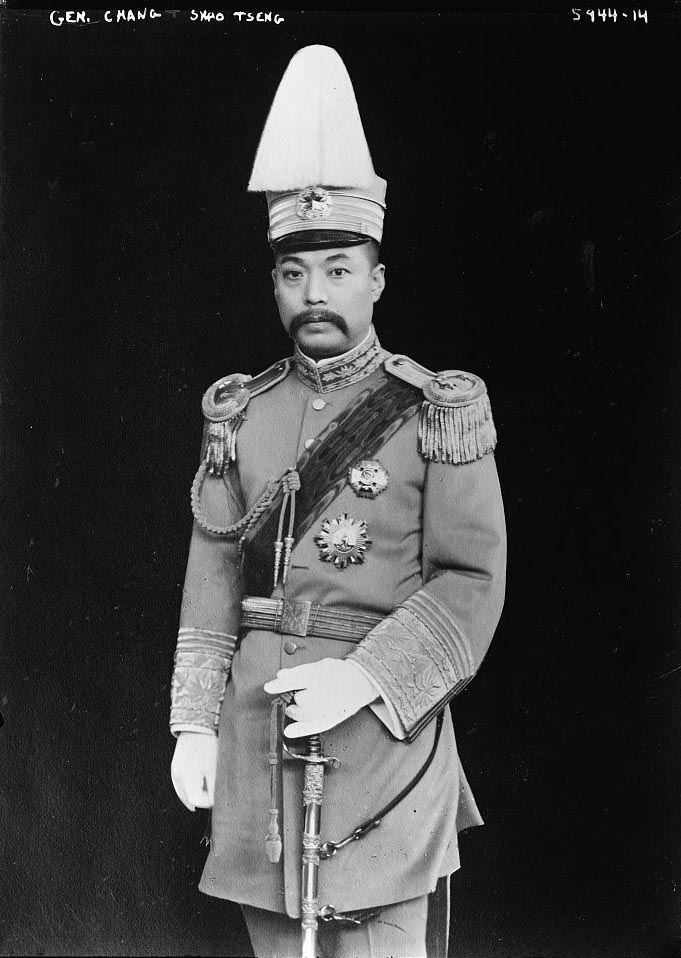
北洋陸軍礼装（張紹曽）
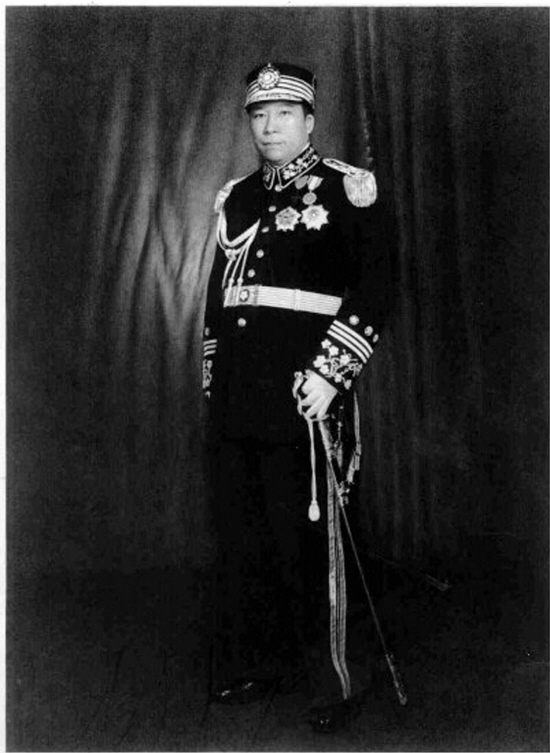
国民革命軍礼装（楊虎城）

### その他の国々

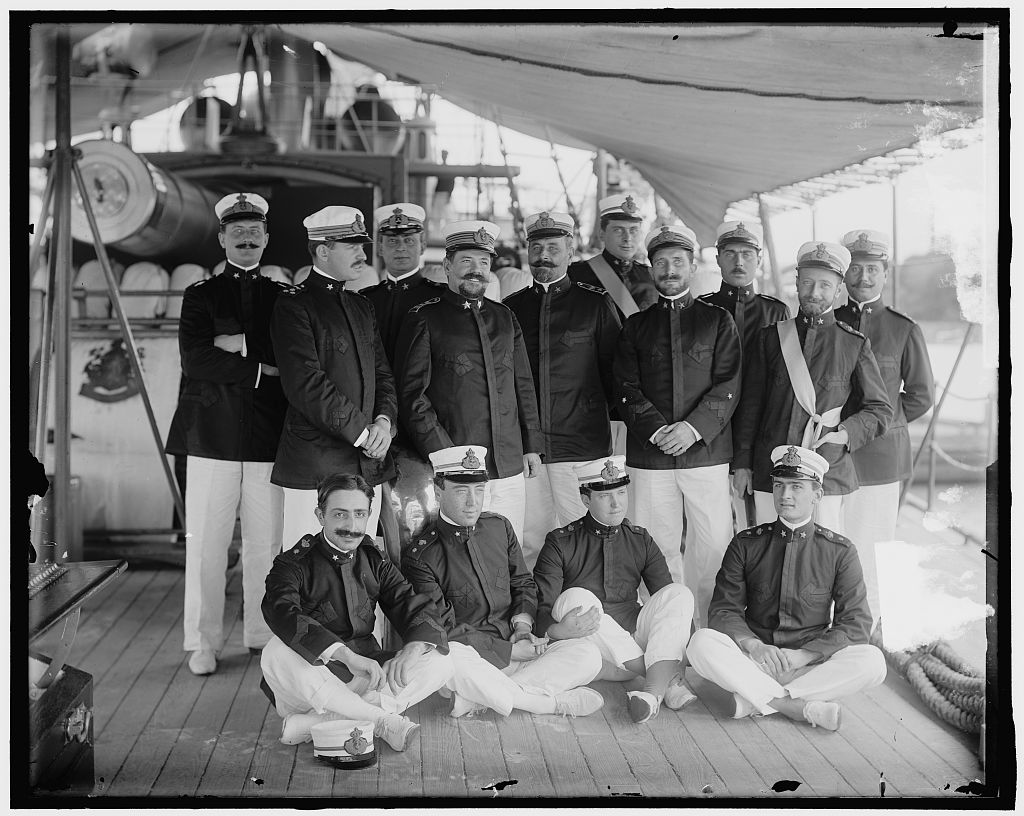
1900年代のイタリア海軍士官
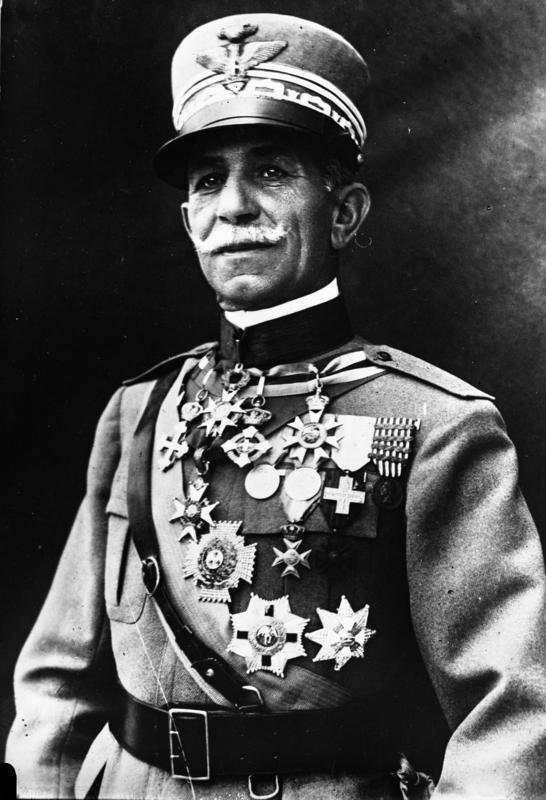
イタリア陸軍将官
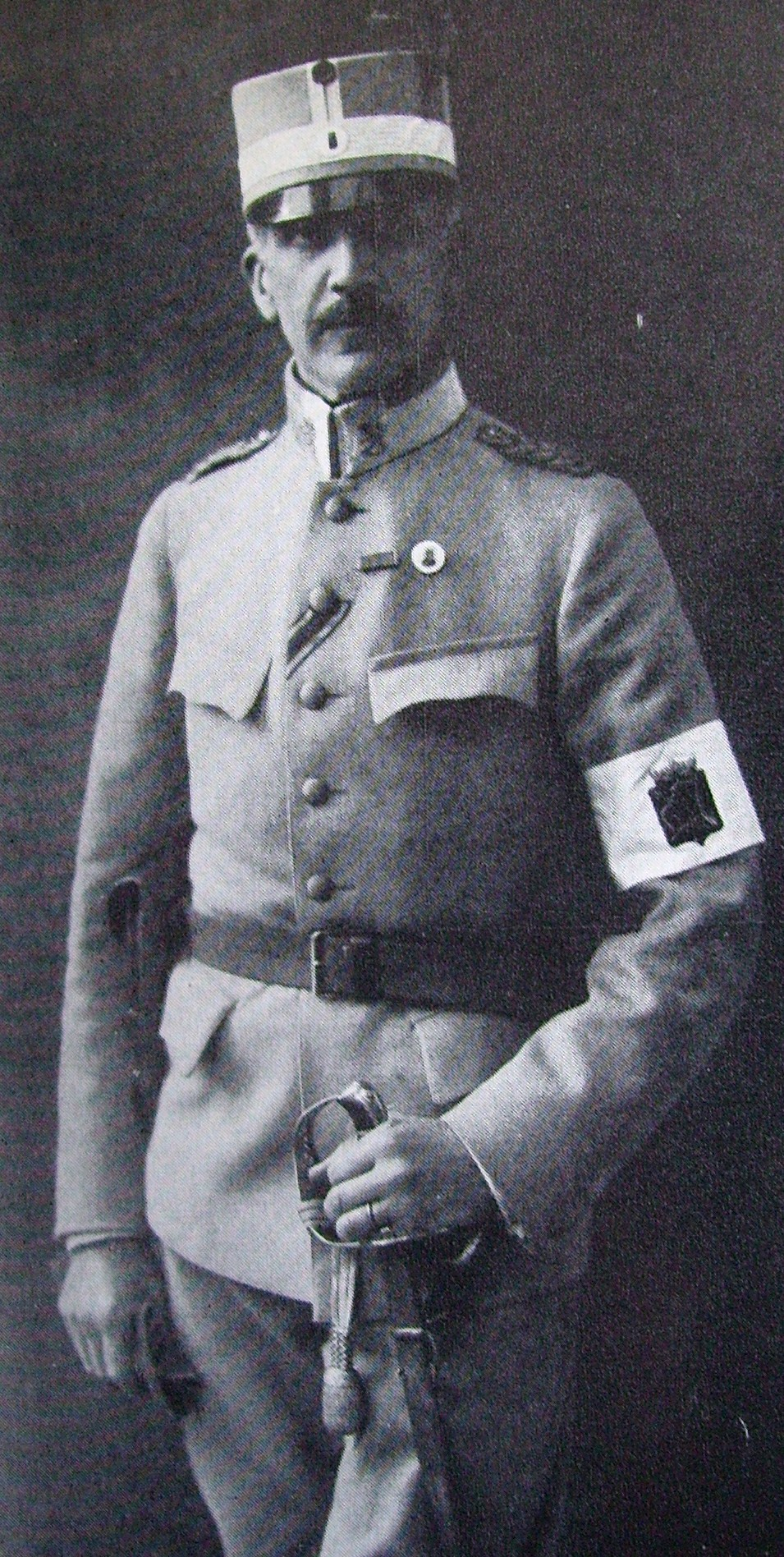
スウェーデン軍将校
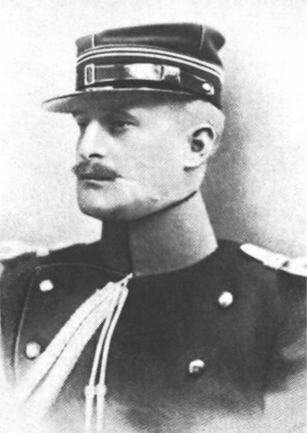
スイス軍騎兵将校
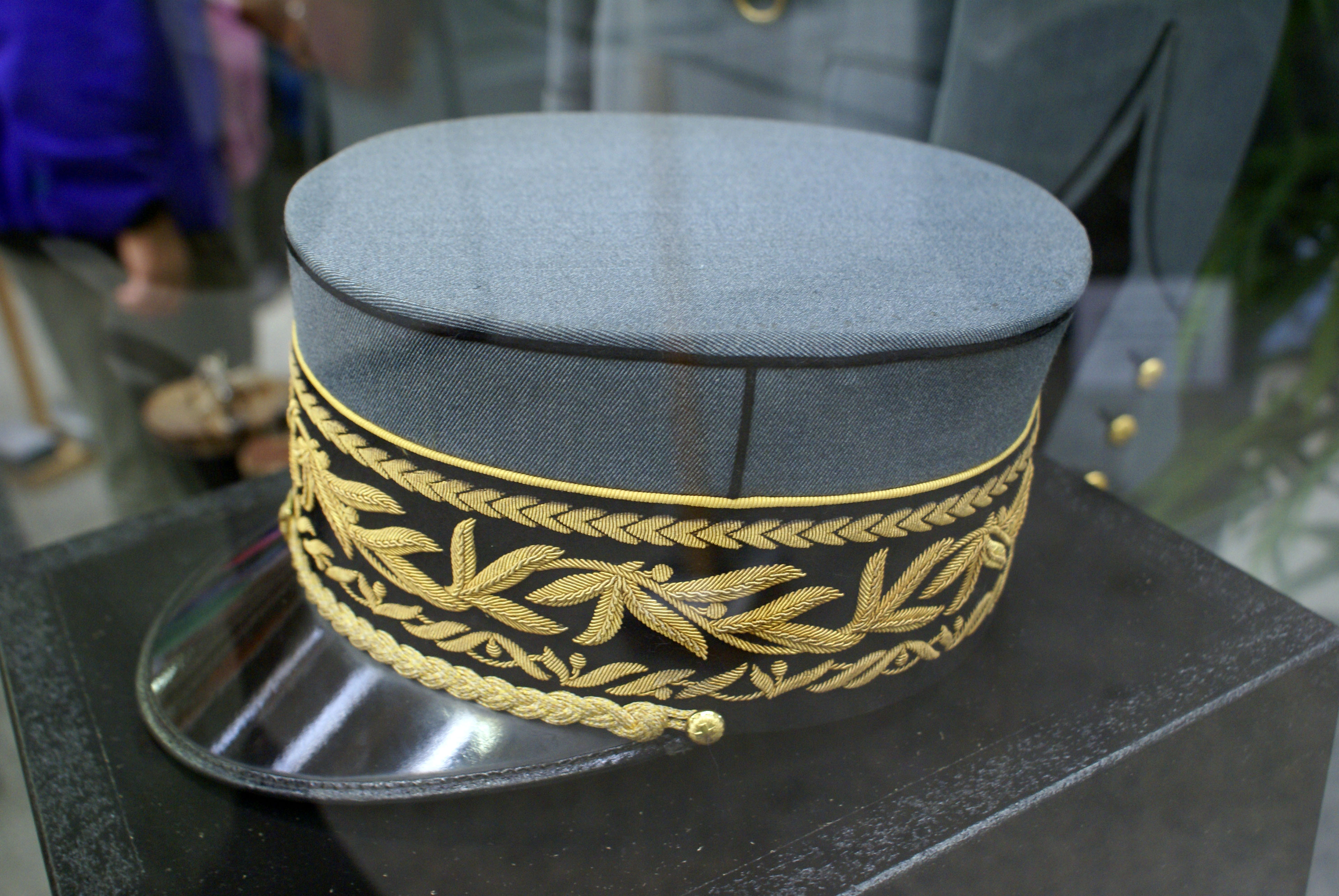
スイス軍将官制帽
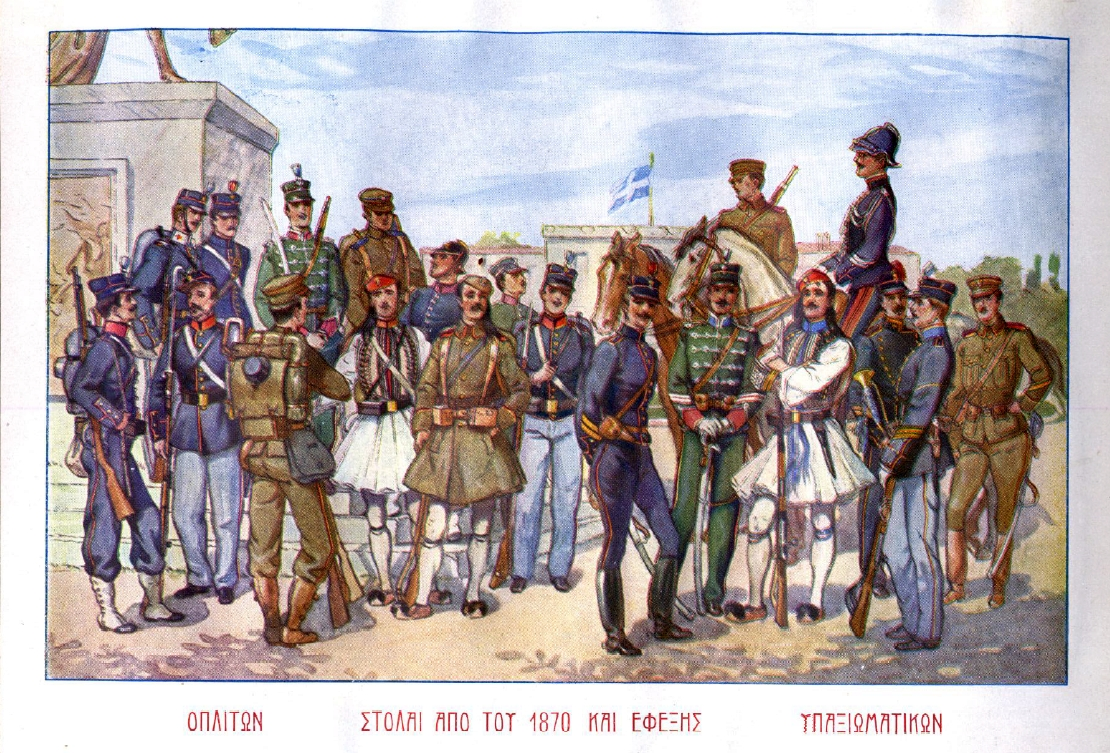
ギリシャ陸軍兵士
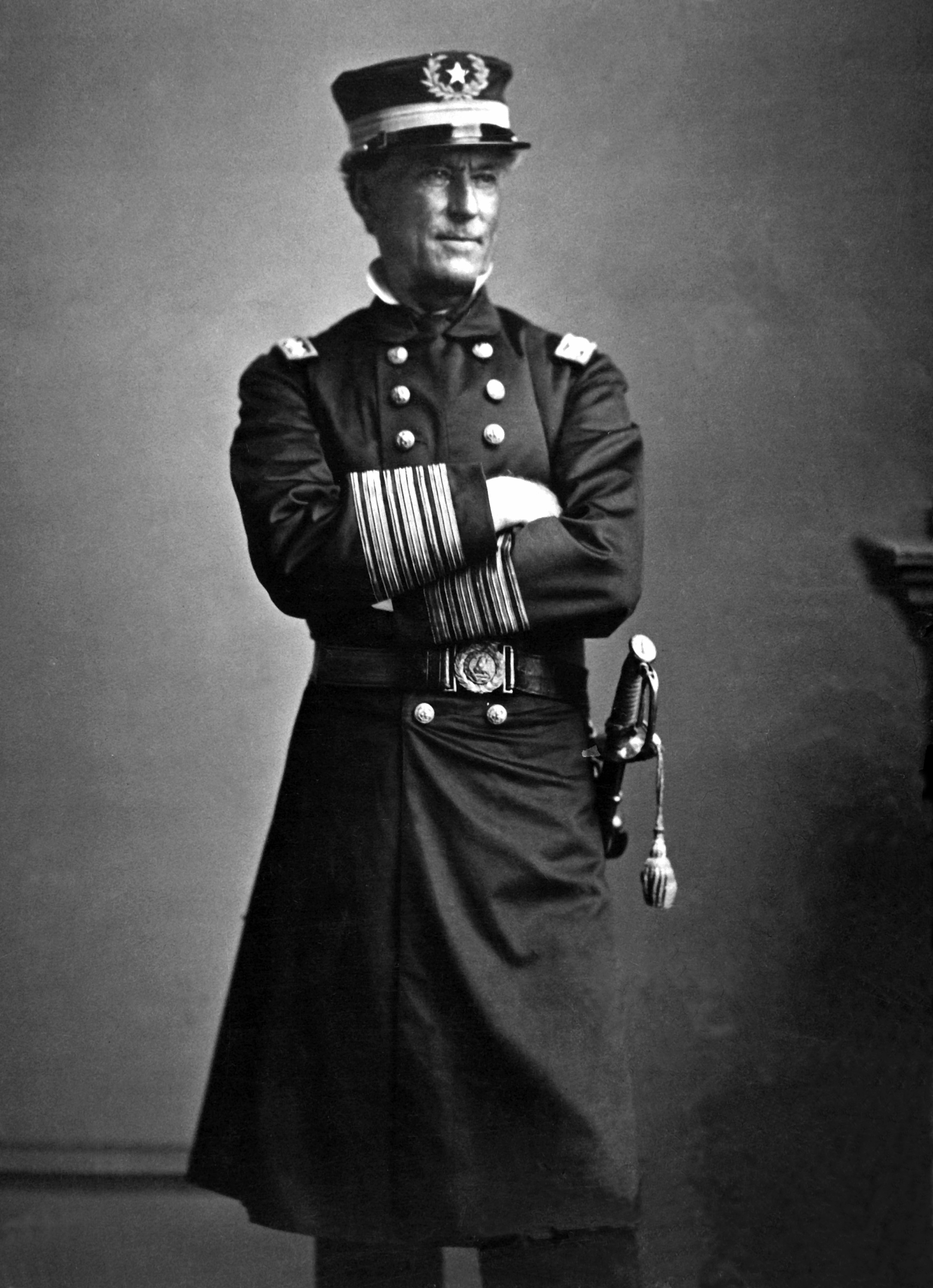
アメリカ海軍将官（デヴィッド・ファラガット、1863年）
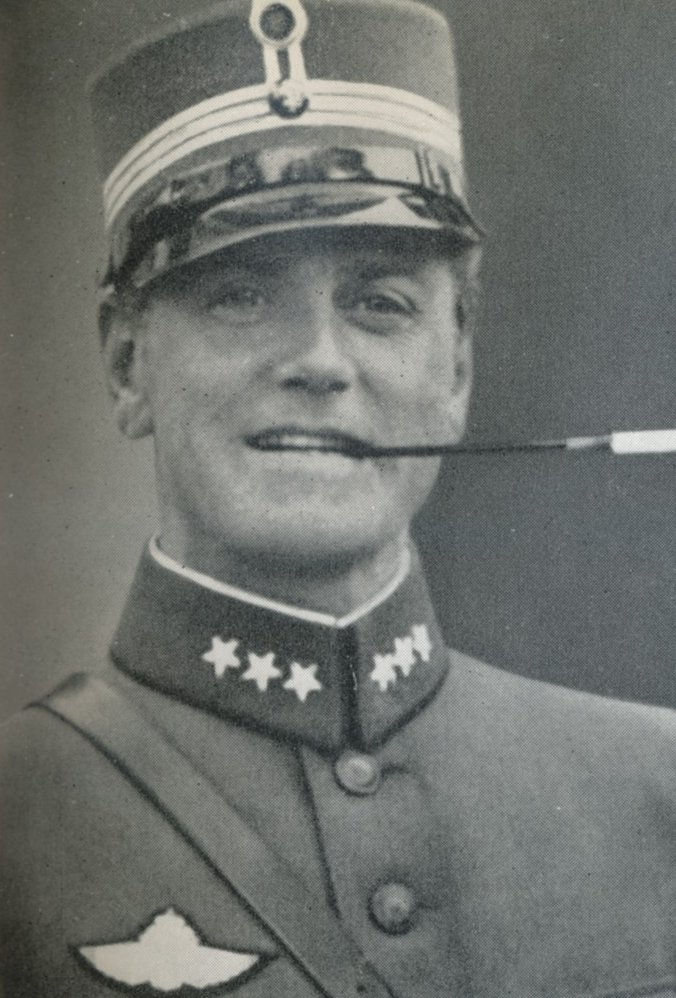
ノルウェー軍将校
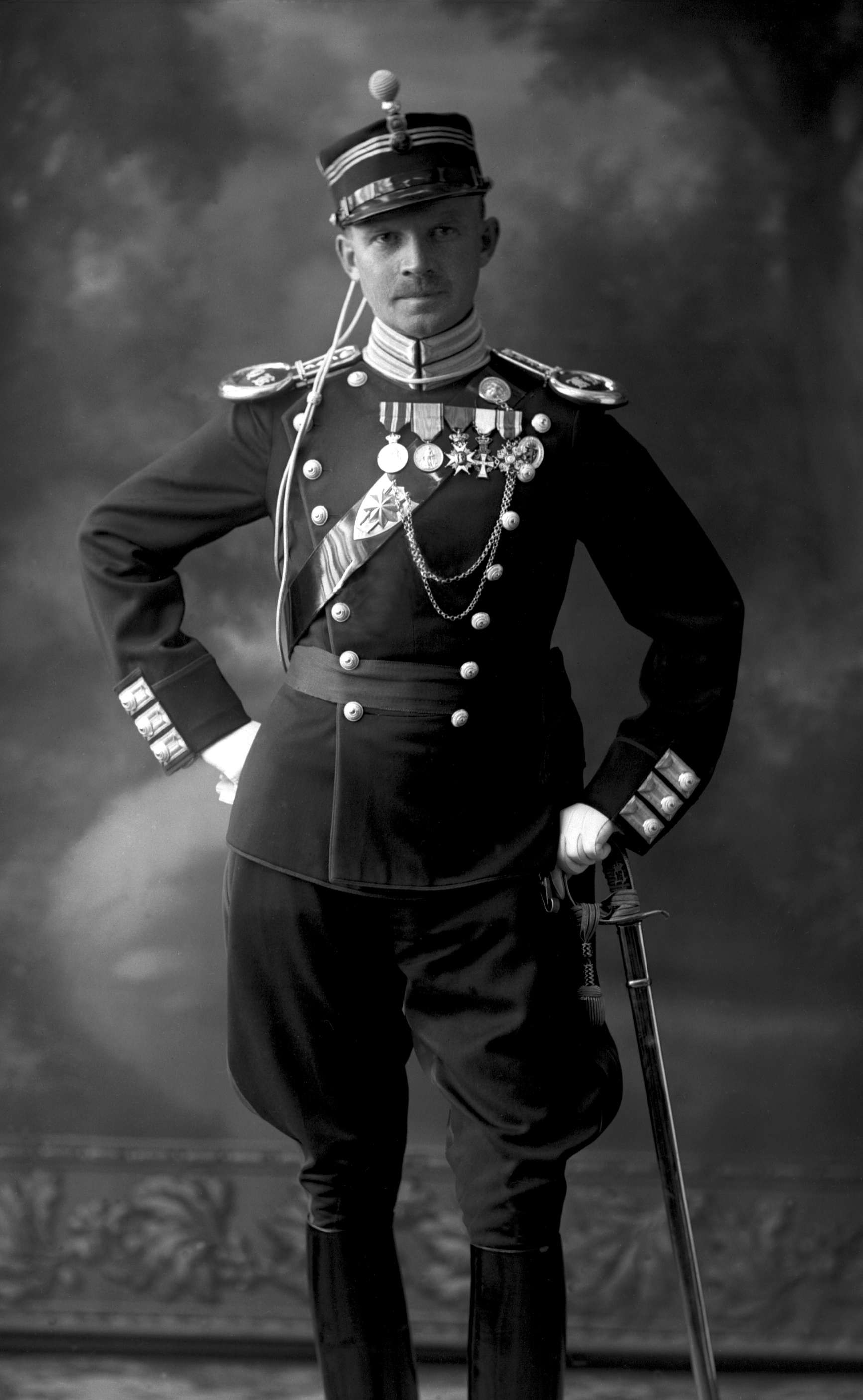
礼装のノルウェー軍騎兵将校
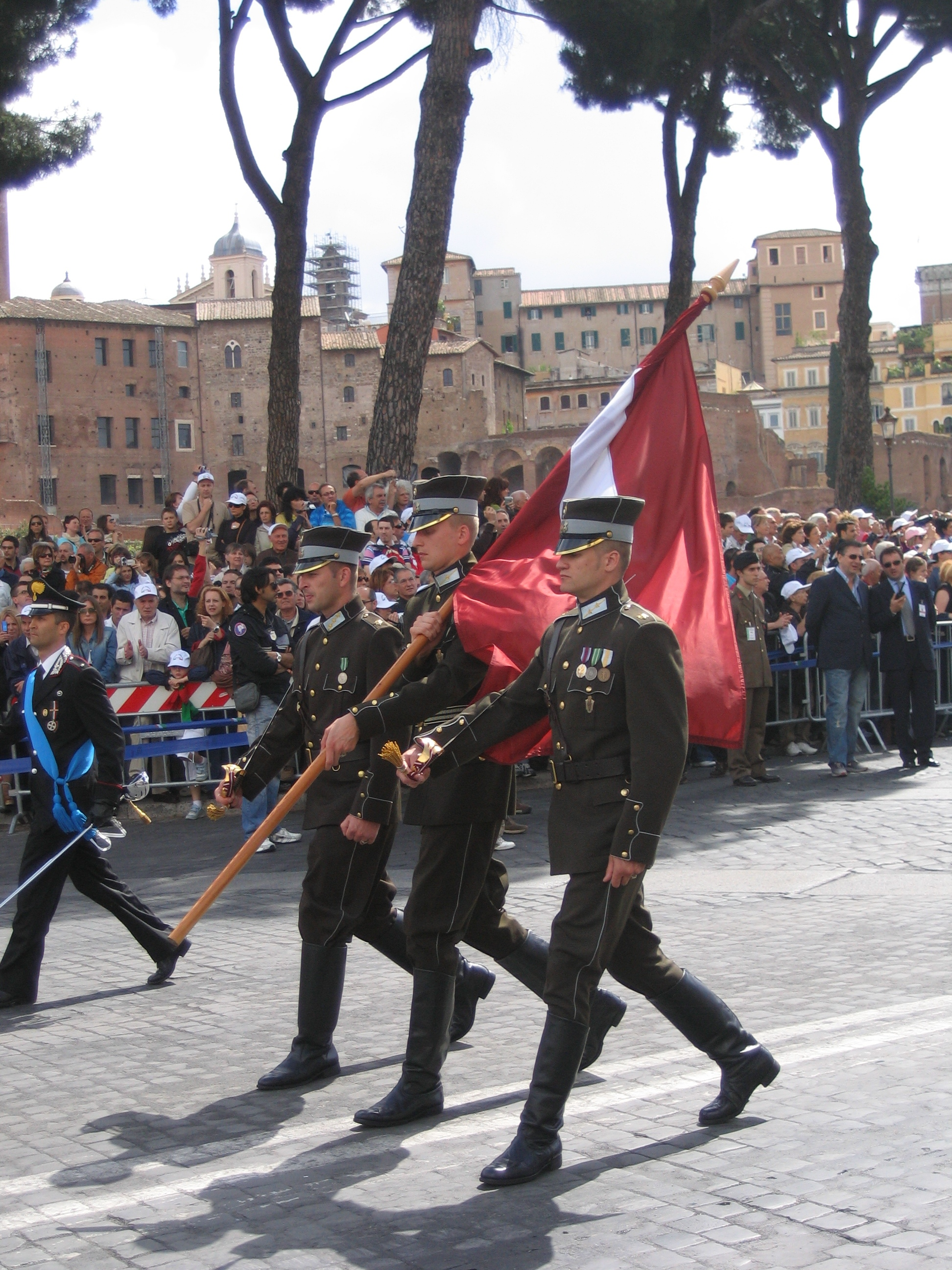
ラトビア陸軍兵士
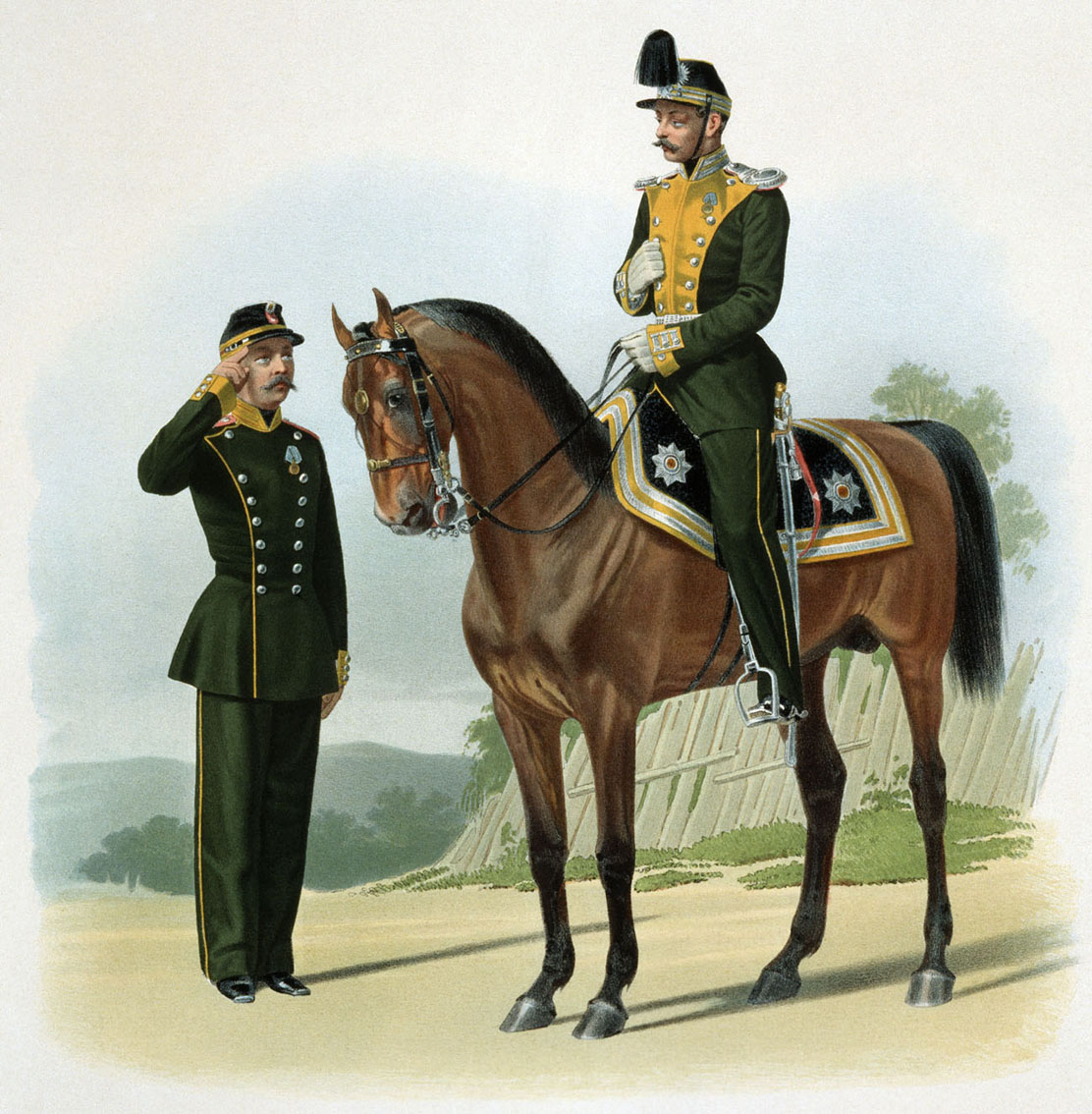
ロシア帝国・リトアニア近衛連隊の将兵（1862年）
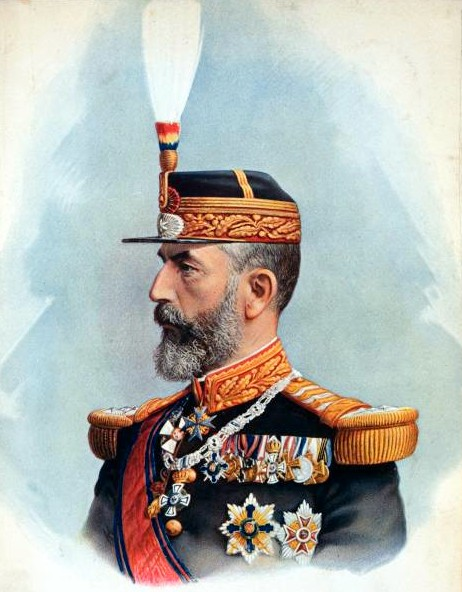
礼装のルーマニア軍将官カロル1世
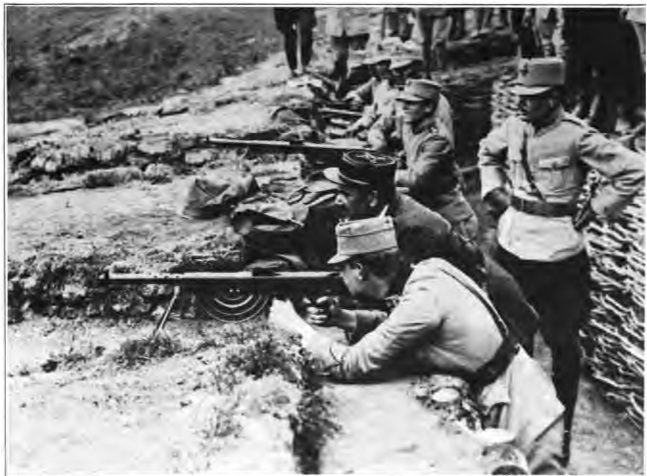
第一次世界大戦間のルーマニア兵士ら
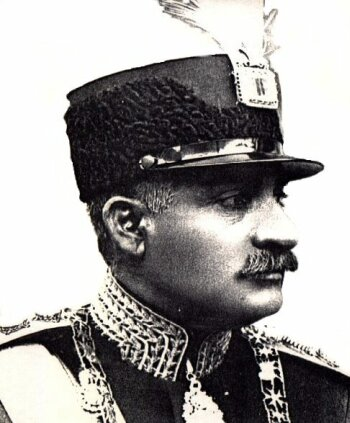
パフラヴィー朝のイラン帝国初代皇帝レザー・パフラヴィー
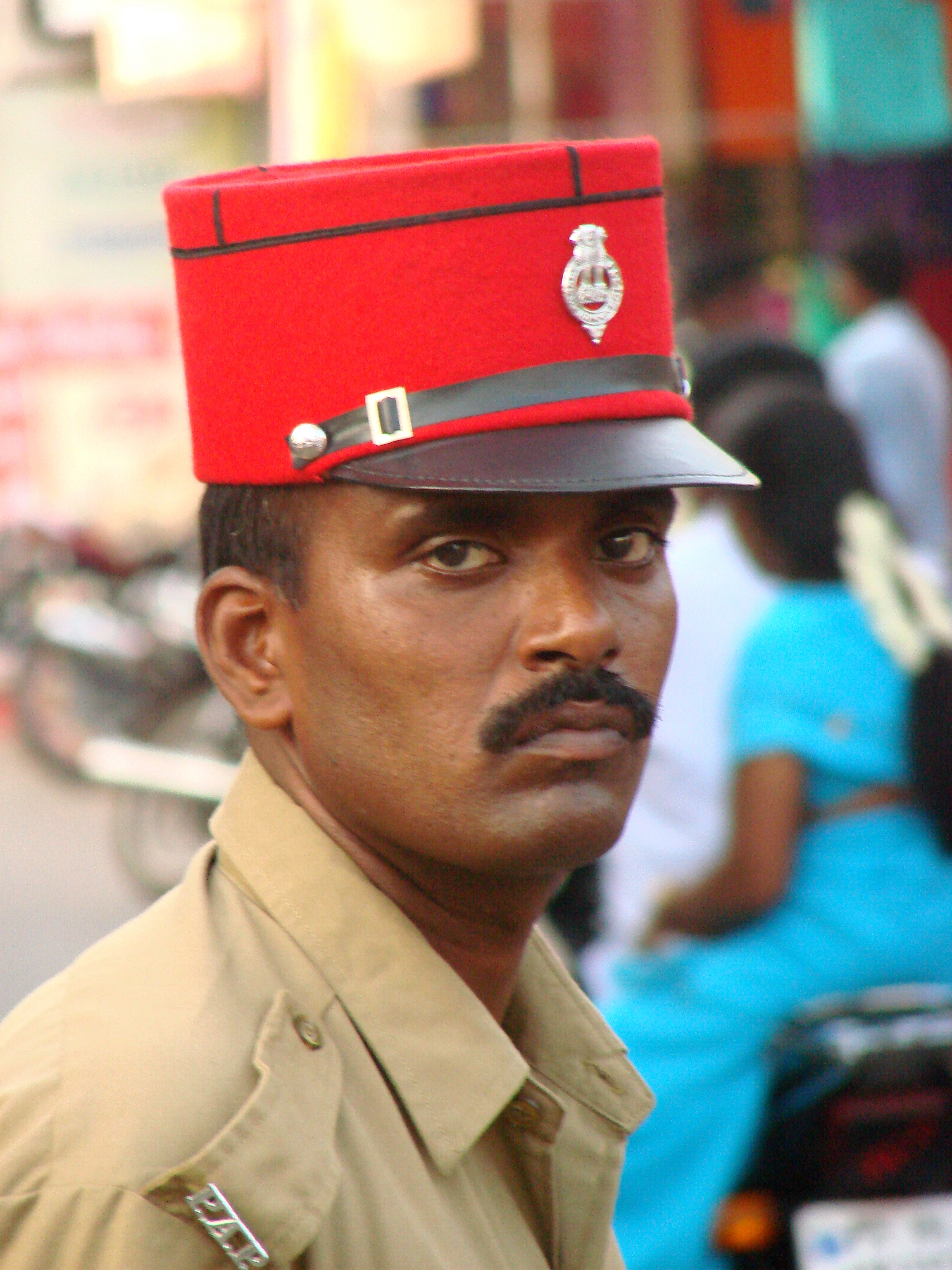
インド・ポンディシェリ警察
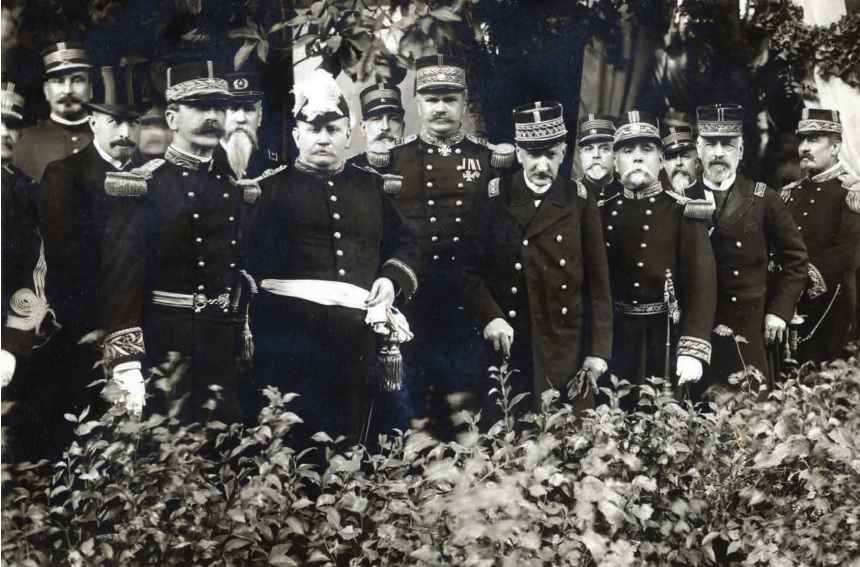
チリ軍高官(1896年)
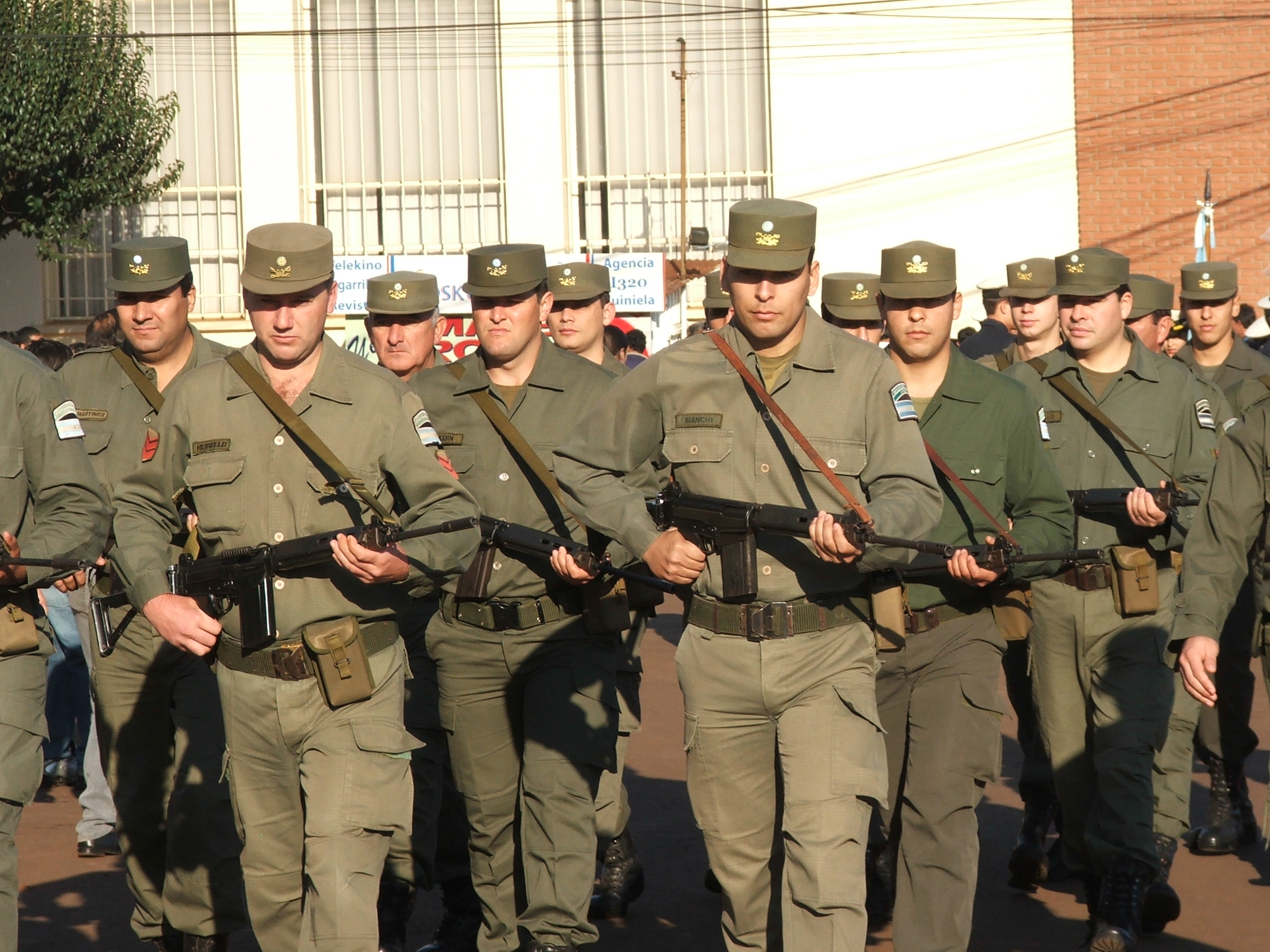
アルゼンチン国家憲兵（en）
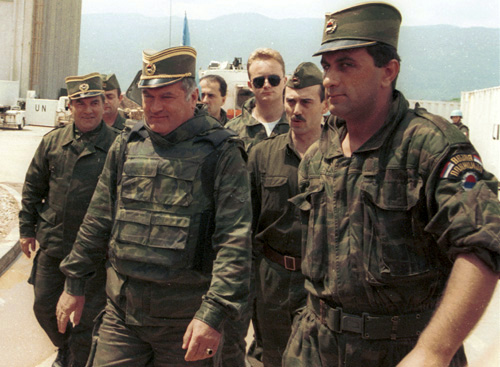
ボスニア内戦時の旧スルプスカ共和国軍(1992年)
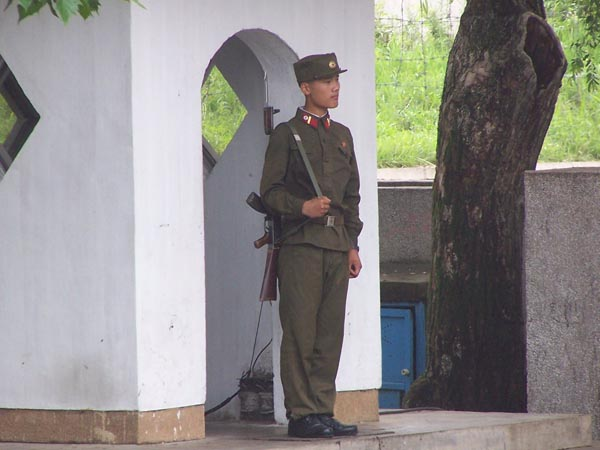
北朝鮮軍兵士
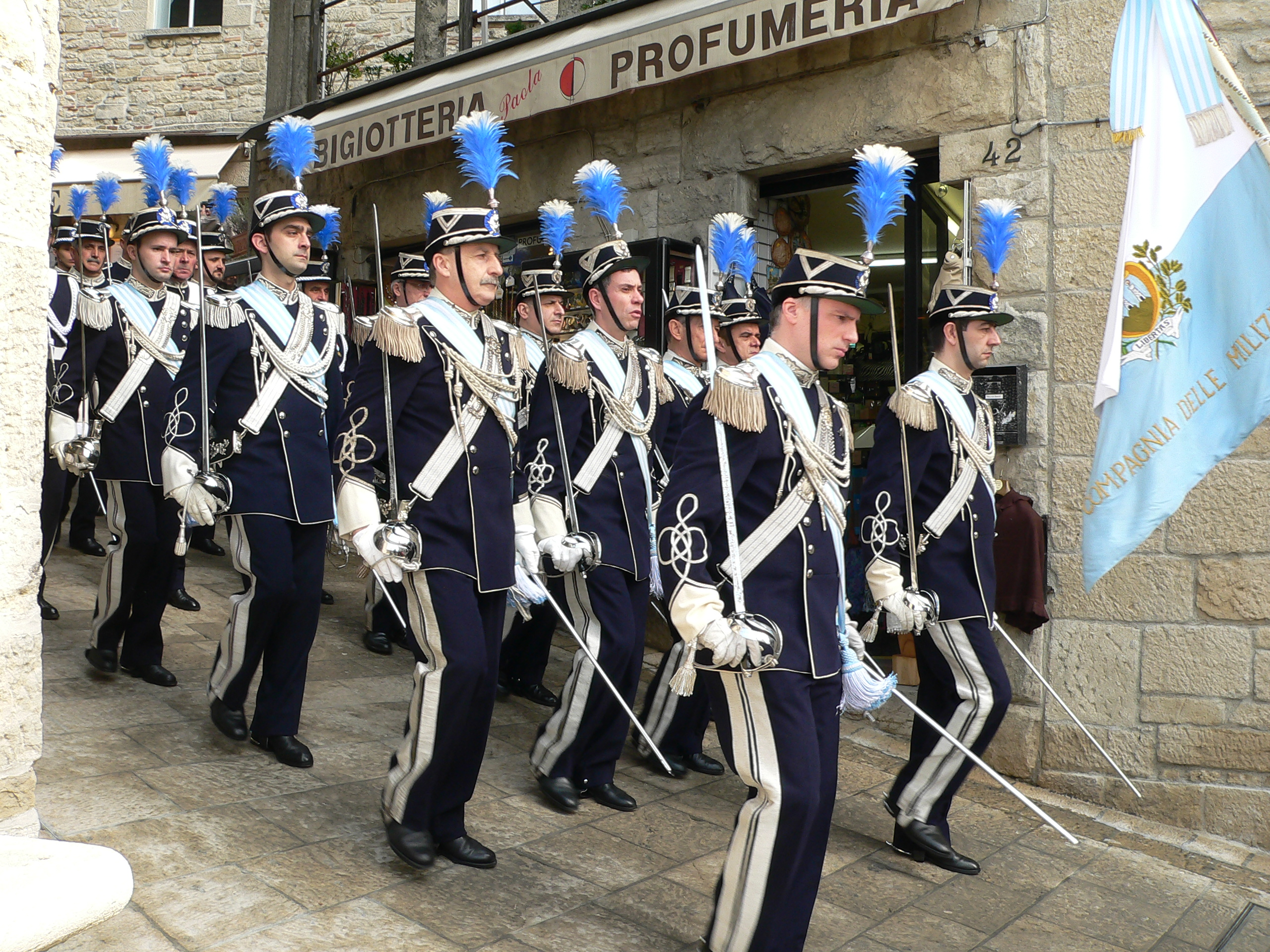
サンマリノ軍兵士

- アメリカ合衆国陸軍
- ベルギー陸軍
- スイス陸軍
- オランダ陸軍
- ルクセンブルク陸軍
- スウェーデン陸軍
- サンマリノ軍
- ノルウェー陸軍
- ルーマニア陸軍 - 第一次大戦後官帽へと変更。
- イタリア陸軍 - 第一次大戦後官帽へと変更。
- ギリシャ陸軍
- ラトビア軍
- 朝鮮人民軍 - 略帽として採用。

## 使用例（民間団体・企業）
- マーチングバンド[要出典]
- 公共交通機関（鉄道・バス・タクシーなど）
  - 南海電気鉄道[1] - 女性用のみ。
  - 新京成電鉄[2] - 女性用のみ。
  - 泉北高速鉄道[3]
  - 北総鉄道[4] - 女性用のみ。
  - 遠州鉄道[5][6] - 鉄道線職員の制帽のみ。
  - 近江鉄道[7] - 女性用のみ。
  - 叡山電鉄[8]
  - 京都市交通局[9]
  - 京福電気鉄道[10] - 路面電車職員の制帽のみ。
  - 阪堺電気軌道[11][12]
  - 神戸電鉄[13] - 女性用のみ。
  - 井原鉄道[14]
  - 甘木鉄道[15]
  - 宮城交通[16][17]
  - 帝都高速度交通営団[18] - 1991年 - 2004年
  - 北越急行[19][20] - 1997年 - 2015年
  - 銚子電気鉄道[21] - 1997年 - 2017年
  - 大阪市交通局[22] - 1996年 - 2018年

- ホテル
  - ドアマンやベルボーイなどの制帽として用いられる。[要出典]
- 警備業者
  - 警察の旧制服を意識し、女性用として採用されている。近年ではショッピングセンターの巡回・常駐担当員が威圧感除去目的で着用することも多い。逆に胡乱な輩への威嚇に際しては通常型の制服で巡回する。[要出典]